# Chronologie des découvertes des satellites naturels du Système solaire
Cet article tente de dresser une chronologie des découvertes des satellites naturels des planètes et planètes naines du Système solaire.

## Méthodologie
Cette liste se limite aux satellites naturels des corps considérés comme des planètes ou des planètes naines du Système solaire. Elle ne prend donc pas en compte les éventuels satellites d'astéroïdes (par exemple Dactyle autour de (243) Ida).

## Chronologie

### Antiquité
La Lune est le seul satellite naturel d'une planète (la Terre) à avoir été observé depuis au moins l'Antiquité.
Il est cependant possible que l'astronome chinois Gan De ait observé un des satellites de Jupiter en 362 av. J.-C..

### XVIIesiècle

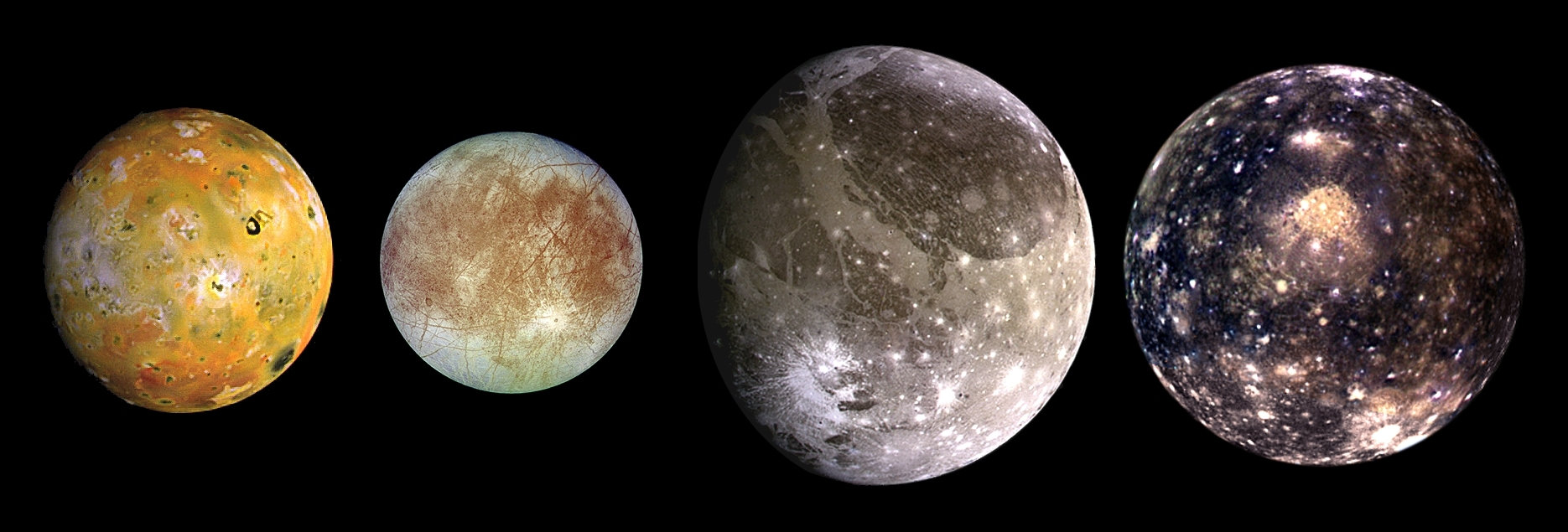
Io, Europe, Callisto et Ganymède, les premiers satellites découverts

| Observation             | Publication   | Nom      | Planète | Découvreur                                                            |
| ----------------------- | ------------- | -------- | ------- | --------------------------------------------------------------------- |
| 07/01/1610 / 11/01/1610 | 13/03/1610    | Io       | Jupiter | Galilée (3 corps observés le 07/01/1610, le 4e observé le 08/01/1610) |
| 07/01/1610 / 11/01/1610 | 13/03/1610    | Europe   | Jupiter | Galilée (3 corps observés le 07/01/1610, le 4e observé le 08/01/1610) |
| 07/01/1610 / 11/01/1610 | 13/03/1610    | Callisto | Jupiter | Galilée (3 corps observés le 07/01/1610, le 4e observé le 08/01/1610) |
| 07/01/1610 / 11/01/1610 | 13/03/1610    | Ganymède | Jupiter | Galilée (3 corps observés le 07/01/1610, le 4e observé le 08/01/1610) |
| 25/03/1655              | 05/03/1656    | Titan    | Saturne | Ch. Huygens                                                           |
| 25/10/1671              | 1673          | Japet    | Saturne | J.-D. Cassini                                                         |
| 23/12/1672              | 1673          | Rhéa     | Saturne | J.-D. Cassini                                                         |
| mars 1684               | 22 avril 1686 | Téthys   | Saturne | J.-D. Cassini                                                         |
| mars 1684               | 22 avril 1686 | Dioné    | Saturne | J.-D. Cassini                                                         |

### XVIIIesiècle
| Observation | Publication | Nom      | Planète | Découvreur  |
| ----------- | ----------- | -------- | ------- | ----------- |
| 11/01/1787  | 15/02/1787  | Titania  | Uranus  | W. Herschel |
| 11/01/1787  | 15/02/1787  | Obéron   | Uranus  | W. Herschel |
| 28/08/1789  | 12/11/1789  | Encelade | Saturne | W. Herschel |
| 17/09/1789  | 12/11/1789  | Mimas    | Saturne | W. Herschel |

### XIXesiècle

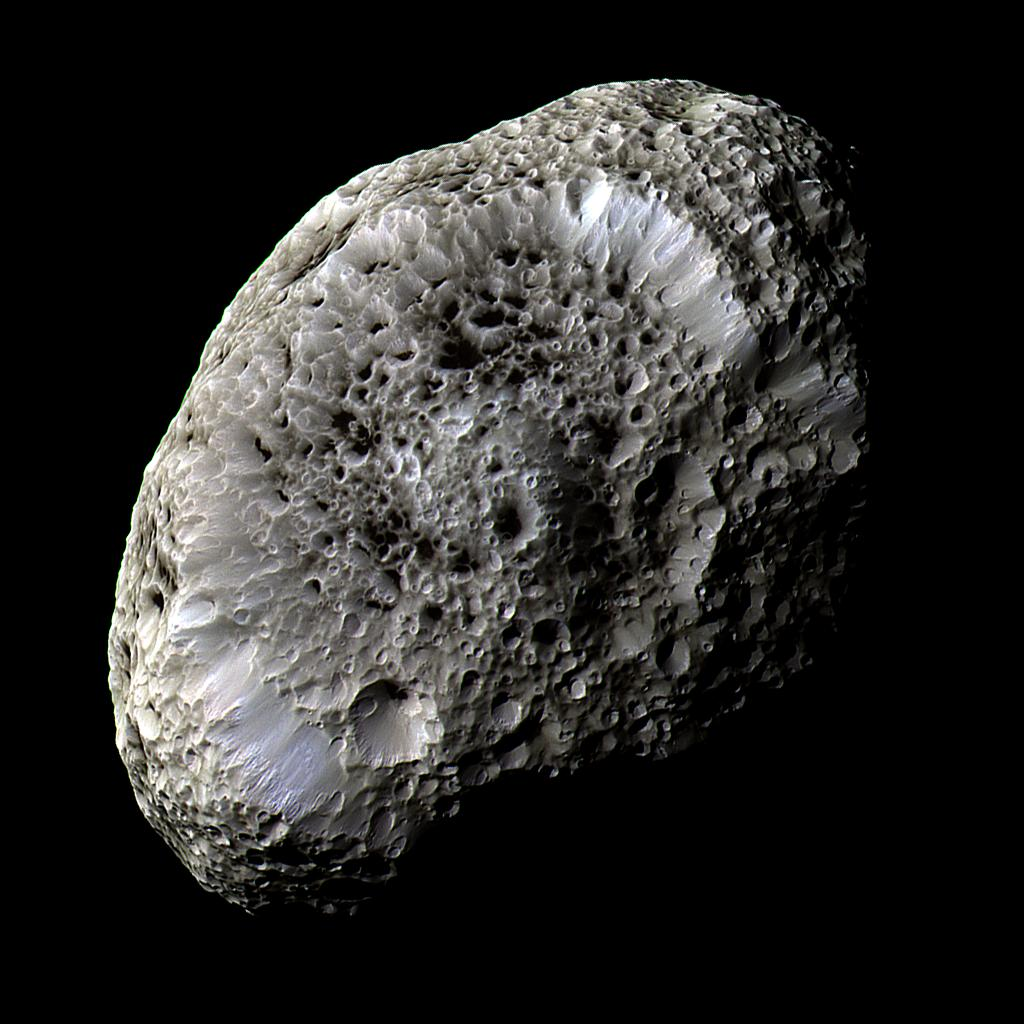
Hypérion, premier satellite non sphérique découvert.

| Imagerie   | Observation | Publication | Nom      | Planète | Découvreur                                                          |
| ---------- | ----------- | ----------- | -------- | ------- | ------------------------------------------------------------------- |
|            | 10/10/1846  | 13/11/1846  | Triton   | Neptune | W. Lassell                                                          |
|            | 16/09/1848  | 10/1848     | Hypérion | Saturne | W. C. Bond, G. P. Bond ; W. Lassell                                 |
|            | 24/10/1851  | 11/11/1851  | Ariel    | Uranus  | W. Lassell                                                          |
| Umbriel    | 24/10/1851  | 11/11/1851  |          | Uranus  | W. Lassell                                                          |
|            | 12/08/1877  | 17/10/1877  | Déimos   | Mars    | A. Hall                                                             |
|            | 18/08/1877  | 17/10/1877  | Phobos   | Mars    | A. Hall                                                             |
|            | 09/09/1892  | 04/10/1892  | Amalthée | Jupiter | E. E. Barnard, dernier satellite découvert par observation directe. |
| 16/08/1898 | 17/03/1899  | 17/03/1899  | Phœbé    | Saturne | W. H. Pickering                                                     |

### XXesiècle

#### Années 1900

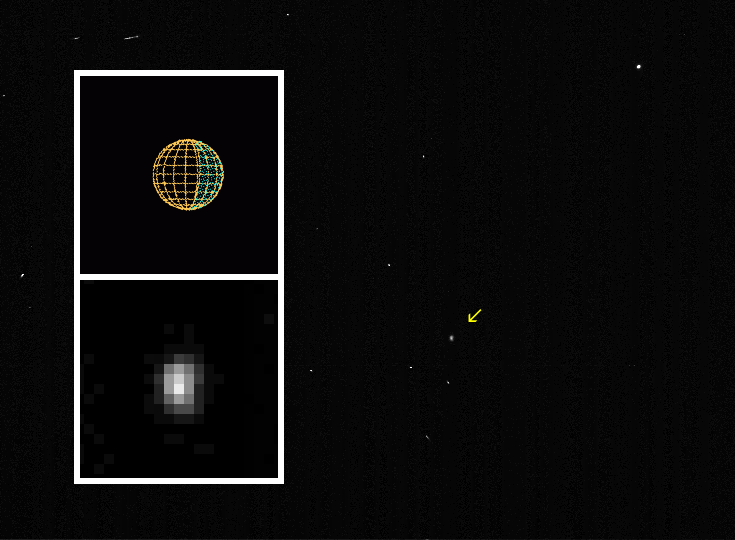
Himalia, photographié par Cassini.

| Imagerie   | Observation | Publication   | Nom      | Planète | Découvreur |
| ---------- | ----------- | ------------- | -------- | ------- | ---------- |
| 03/12/1904 |             | 06/01/1905    | Himalia  | Jupiter | Perrine    |
| 02/01/1905 |             | 27/02/1905    | Élara    | Jupiter | Perrine    |
| 27/01/1908 | 28/02/1908  | 01-06/03/1908 | Pasiphaé | Jupiter | Melotte,   |

#### Années 1910
| Imagerie   | Observation | Publication | Nom    | Planète | Découvreur |
| ---------- | ----------- | ----------- | ------ | ------- | ---------- |
| 21/07/1914 |             | 17/09/1914  | Sinopé | Jupiter | Nicholson  |

#### Années 1930
| Imagerie   | Observation | Publication | Nom      | Planète | Découvreur |
| ---------- | ----------- | ----------- | -------- | ------- | ---------- |
| 06/07/1938 |             | 08/1938     | Lysithéa | Jupiter | Nicholson  |
| 30/07/1938 |             | 08/1938     | Carmé    | Jupiter | Nicholson  |

#### Années 1940

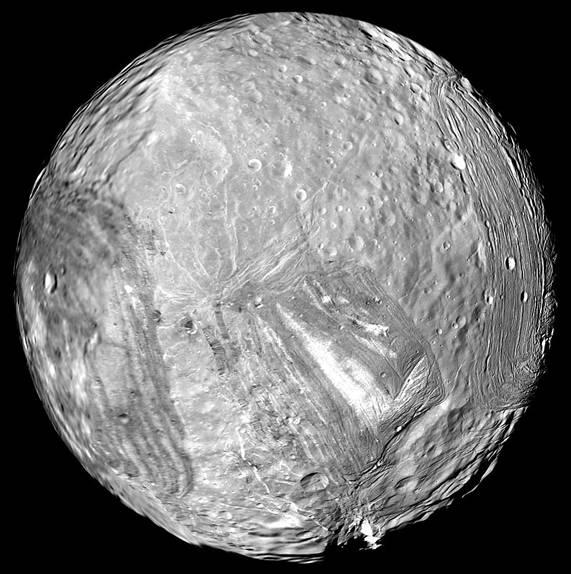
Miranda, photographié par Voyager 2.

| Imagerie   | Observation | Publication | Nom     | Planète | Découvreur |
| ---------- | ----------- | ----------- | ------- | ------- | ---------- |
| 01/05/1949 |             | 01/04/1949  | Néréide | Neptune | Kuiper,    |
| 16/02/1948 |             | 06/1949     | Miranda | Uranus  | Kuiper     |

#### Années 1950
| Imagerie   | Observation | Publication | Nom    | Planète | Découvreur |
| ---------- | ----------- | ----------- | ------ | ------- | ---------- |
| 28/09/1951 |             | 12/1951     | Ananké | Jupiter | Nicholson  |

#### Années 1960
| Imagerie   | Observation | Publication | Nom         | Planète | Découvreur |
| ---------- | ----------- | ----------- | ----------- | ------- | --- |
| 15/12/1966 |             | 03/01/1967  | Janus ?     | Saturne | Dollfus,, lequel a pu observer Janus ou Épiméthée, sans qu'il soit possible de trancher. Auparavant, Jean Texereau avait photographié l'un des deux objets le 29/10/1966 sans réaliser sa découverte. L'existence de Janus sera confirmée par Voyager 1 en 1980,. |
| 18/12/1966 |             | 06/01/1967  | Épiméthée ? | Saturne | Walker, lequel a pu observer Janus ou Épiméthée, sans qu'il soit possible de trancher. Les deux satellites coorbitaux ne seront proposés comme objets distincts que 12 ans plus tard. L'existence d'Épiméthée sera confirmée par Voyager 1 en 1980.               |

#### Années 1970

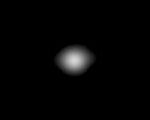
Adrastée, premier satellite découvert à l'aide d'une sonde spatiale.

| Imagerie   | Observation | Publication | Nom      | Planète | Découvreur                                                          |
| ---------- | ----------- | ----------- | -------- | ------- | ------------------------------------------------------------------- |
| 11/09/1974 |             | 20/09/1974  | Léda     | Jupiter | Kowal,                                                              |
| 30/09/1975 |             | 03/10/1975  | Thémisto | Jupiter | Kowal,. Thémisto sera perdu par la suite, puis redécouvert en 2000. |
| 13/04/1978 | 22/06/1978  | 07/07/1978  | Charon   | Pluton  | Christy,                                                            |
| 08/07/1979 |             | 23/11/1979  | Adrastée | Jupiter | Jewitt, Danielson / Voyager 2,                                      |

#### Années 1980

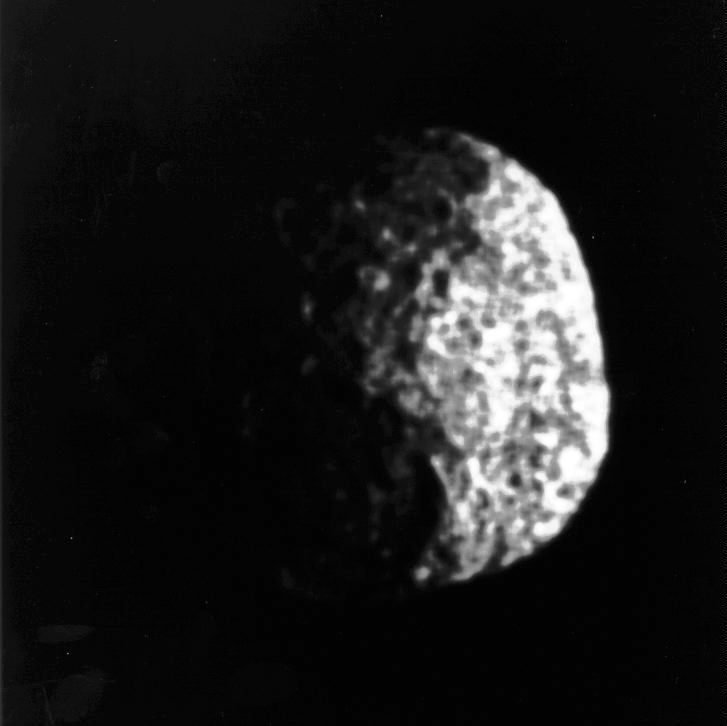
Protée.

| Imagerie            | Publication | Nom       | Planète | Découvreur |
| ------------------- | ----------- | --------- | ------- | --- |
| 26/01/1980          | 06/03/1980  | Épiméthée | Saturne | Existence confirmée par Voyager 1, |
| 01/03/1980          | 06/03/1980  | Hélène    | Saturne | Laques, Lecacheux, |
| 08/04/1980          | 10/04/1980  | Télesto   | Saturne | Smith et al. / Voyager 1, |
| 05/03/1979          | 28/04/1980  | Thébé     | Jupiter | Synnott / Voyager 1, |
| 19/02/1980          | 06/06/1980  | Janus     | Saturne | Existence confirmée par Voyager 1, |
| 13/03/1980          | 31/07/1980  | Calypso   | Saturne | Pascu et al., |
| 04/03/1979          | 26/08/1980  | Métis     | Jupiter | Synnott / Voyager 1 |
| 10/1980             | 31/10/1980  | Prométhée | Saturne | Collins / Voyager 1 |
| 10/1980             | 31/10/1980  | Pandore   | Saturne | Collins / Voyager 1 |
| 10/1980             | 13/11/1980  | Atlas     | Saturne | Terrile / Voyager 1 |
| 24/05/1981          | 29/05/1981  | Larissa   | Neptune | Reitsema et al. / Voyager 2 ; l'existence de Larissa ne fut pas confirmée avant 1989. |
| 30/12/1985          | 09/01/1986  | Puck      | Uranus  | Synnott / Voyager 2 |
| 03/01/1986          | 16/01/1986  | Juliette  | Uranus  | Synnott / Voyager 2, |
| 03/01/1986          | 16/01/1986  | Portia    | Uranus  | Synnott / Voyager 2, |
| 09/01/1986          | 16/01/1986  | Cressida  | Uranus  | Synnott / Voyager 2, |
| 13/01/1986          | 16/01/1986  | Desdémone | Uranus  | Synnott / Voyager 2, |
| 13/01/1986          | 16/01/1986  | Rosalinde | Uranus  | Synnott / Voyager 2, |
| 13/01/1986          | 16/01/1986  | Belinda   | Uranus  | Synnott / Voyager 2, |
| 20/01/1986          | 27/01/1986  | Cordélia  | Uranus  | Terrile / Voyager 2 |
| 20/01/1986          | 27/01/1986  | Ophélie   | Uranus  | Terrile / Voyager 2 |
| 23/01/1986          | 27/01/1986  | Bianca    | Uranus  | Smith / Voyager 2 |
| Avant le 16/06/1989 | 07/07/1989  | Protée    | Neptune | Synnott / Voyager 2. La date de première imagerie de Protée n'est pas connue ; sa découverte a été annoncée le 07/07/1989 sur « 17 images prises sur 21 jours », ce qui place la découverte avant le 16/06/1989. |
| 28/07/1989          | 02/08/1989  | Despina   | Neptune | Synnott / Voyager 2 |
| 28/07/1989          | 02/08/1989  | Galatée   | Neptune | Synnott / Voyager 2 |
| 18/09/1989          | 29/09/1989  | Thalassa  | Neptune | Terrile / Voyager 2 |
| 18/09/1989          | 29/09/1989  | Naïade    | Neptune | Terrile / Voyager 2 |

#### Années 1990

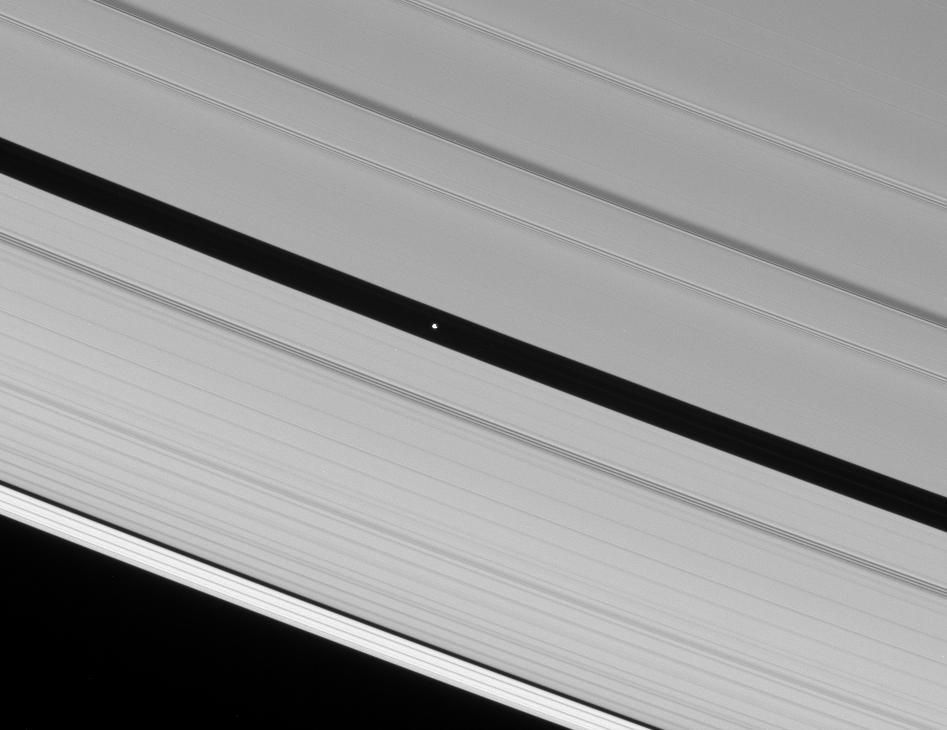
Pan, au centre de la division d'Encke, dans les anneaux de Saturne.

| Imagerie   | Publication | Nom      | Planète | Découvreur |
| ---------- | ----------- | -------- | ------- | --- |
| 22/08/1981 | 16/07/1990  | Pan      | Saturne | Showalter / Voyager 2 ; Pan fut découvert en 1990 sur des images de Voyager 2 prises en 1981.                                                                                   |
| 23/08/1981 | 14/04/1995  | Pallène  | Saturne | Gordon, Murray, Beurle,. L'hypothèse de l'existence de Pallene fut émise en 1995 après examen d'images prises en 1981 ; sa découverte ne sera formellement réalisée qu'en 2004. |
| 06/09/1997 | 31/10/1997  | Caliban  | Uranus  | Gladman, et al. |
| 06/09/1997 | 31/10/1997  | Sycorax  | Uranus  | Gladman, et al. |
| 18/01/1986 | 18/05/1999  | Perdita  | Uranus  | Karkoschka / Voyager 2 ; découvert sur des images prises par Voyager 2 en 1986                                                                                                  |
| 18/07/1999 | 27/07/1999  | Setebos  | Uranus  | Gladman, et al. |
| 18/07/1999 | 27/07/1999  | Stephano | Uranus  | Gladman, et al. |
| 18/07/1999 | 04/09/1999  | Prospero | Uranus  | Gladman et al. |

### Années 2000

#### 2000
| Imagerie   | Publication | Nom        | Planète | Découvreur                                                     |
| ---------- | ----------- | ---------- | ------- | -------------------------------------------------------------- |
| 06/10/1999 | 20/07/2000  | Callirrhoé | Jupiter | Scotti, et al.                                                 |
| 07/08/2000 | 25/10/2000  | Ymir       | Saturne | Gladman et al.                                                 |
| 07/08/2000 | 25/10/2000  | Paaliaq    | Saturne | Gladman et al.                                                 |
| 23/09/2000 | 25/10/2000  | Siarnaq    | Saturne | Gladman et al.                                                 |
| 23/09/2000 | 25/10/2000  | Tarvos     | Saturne |                                                                |
| 07/08/2000 | 18/11/2000  | Kiviuq     | Saturne | Gladman et al.                                                 |
| 23/09/2000 | 18/11/2000  | Ijiraq     | Saturne | Gladman et al.                                                 |
| 21/11/2000 | 25/11/2000  | Thémisto   | Jupiter | Sheppard et al. ; redécouverte après avoir été perdue en 1975. |
| 23/09/2000 | 07/12/2000  | Thrymr     | Saturne | Gladman et al.                                                 |
| 23/09/2000 | 07/12/2000  | Skathi     | Saturne | Gladman et al.                                                 |
| 23/09/2000 | 07/12/2000  | Mundilfari | Saturne | Gladman et al.                                                 |
| 23/09/2000 | 07/12/2000  | Erriapo    | Saturne | Gladman et al.                                                 |
| 09/11/2000 | 19/12/2000  | Albiorix   | Saturne | Holman, Spahr                                                  |
| 23/09/2000 | 22/12/2000  | Suttungr   | Saturne | Gladman et al.                                                 |

#### 2001
| Imagerie   | Publication | Nom       | Planète | Découvreur      |
| ---------- | ----------- | --------- | ------- | --------------- |
| 23/11/2000 | 05/01/2001  | Calycé    | Jupiter | Sheppard et al. |
| 23/11/2000 | 05/01/2001  | Jocaste   | Jupiter | Sheppard et al. |
| 23/11/2000 | 05/01/2001  | Érinomé   | Jupiter | Sheppard et al. |
| 23/11/2000 | 05/01/2001  | Harpalycé | Jupiter | Sheppard et al. |
| 23/11/2000 | 05/01/2001  | Isonoé    | Jupiter | Sheppard et al. |
| 23/11/2000 | 05/01/2001  | Praxidiké | Jupiter | Sheppard et al. |
| 25/11/2000 | 05/01/2001  | Mégaclité | Jupiter | Sheppard et al. |
| 25/11/2000 | 05/01/2001  | Taygète   | Jupiter | Sheppard et al. |
| 26/11/2000 | 05/01/2001  | Chaldéné  | Jupiter | Sheppard et al. |
| 05/12/2000 | 05/01/2001  | Dia       | Jupiter | Sheppard et al. |

#### 2002
| Imagerie   | Publication | Nom      | Planète | Découvreur      |
| ---------- | ----------- | -------- | ------- | --------------- |
| 09/12/2001 | 16/05/2002  | Hermippé | Jupiter | Sheppard et al. |
| 09/12/2001 | 16/05/2002  | Eurydomé | Jupiter | Sheppard et al. |
| 09/12/2001 | 16/05/2002  | Spondé   | Jupiter | Sheppard et al. |
| 09/12/2001 | 16/05/2002  | Calé     | Jupiter | Sheppard et al. |
| 10/12/2001 | 16/05/2002  | Autonoé  | Jupiter | Sheppard et al. |
| 11/12/2001 | 16/05/2002  | Thyoné   | Jupiter | Sheppard et al. |
| 11/12/2001 | 16/05/2002  | Pasithée | Jupiter | Sheppard et al. |
| 11/12/2001 | 16/05/2002  | Euanthé  | Jupiter | Sheppard et al. |
| 11/12/2001 | 16/05/2002  | Orthosie | Jupiter | Sheppard et al. |
| 11/12/2001 | 16/05/2002  | Euporie  | Jupiter | Sheppard et al. |
| 11/12/2001 | 16/05/2002  | Aitné    | Jupiter | Sheppard et al. |
| 13/08/2001 | 30/09/2002  | Trinculo | Uranus  | Holman et al.   |
| 31/10/2002 | 18/12/2002  | Arché    | Jupiter | Sheppard et al. |

#### 2003
| Imagerie   | Publication | Nom         | Planète | Découvreur                                |
| ---------- | ----------- | ----------- | ------- | ----------------------------------------- |
| 23/07/2002 | 13/01/2003  | Sao         | Neptune | Holman et al.                             |
| 10/08/2002 | 13/01/2003  | Halimède    | Neptune | Holman et al.                             |
| 11/08/2002 | 13/01/2003  | Laomédie    | Neptune | Holman et al.                             |
| 05/02/2003 | 04/03/2003  | Eukéladé    | Jupiter | Sheppard et al.                           |
| 05/02/2003 | 04/03/2003  | S/2003 J 2  | Jupiter | Sheppard et al.                           |
| 05/02/2003 | 04/03/2003  | S/2003 J 3  | Jupiter | Sheppard et al.                           |
| 05/02/2003 | 04/03/2003  | S/2003 J 4  | Jupiter | Sheppard et al.                           |
| 06/02/2003 | 04/03/2003  | S/2003 J 5  | Jupiter | Sheppard et al.                           |
| 06/02/2003 | 04/03/2003  | Hélicé      | Jupiter | Sheppard et al.                           |
| 08/02/2003 | 04/03/2003  | Aédé        | Jupiter | Sheppard et al.                           |
| 08/02/2003 | 06/03/2003  | Hégémone    | Jupiter | Sheppard et al.                           |
| 06/02/2003 | 07/03/2003  | S/2003 J 9  | Jupiter | Sheppard et al.                           |
| 06/02/2003 | 07/03/2003  | S/2003 J 10 | Jupiter | Sheppard et al.                           |
| 06/02/2003 | 07/03/2003  | Callichore  | Jupiter | Sheppard et al.                           |
| 08/02/2003 | 07/03/2003  | S/2003 J 12 | Jupiter | Sheppard et al.                           |
| 09/02/2003 | 02/04/2003  | Cyllène     | Jupiter | Sheppard et al.,                          |
| 08/02/2003 | 03/04/2003  | Coré        | Jupiter | Sheppard et al.,                          |
| 06/02/2003 | 03/04/2003  | S/2003 J 15 | Jupiter | Sheppard et al.,                          |
| 06/02/2003 | 03/04/2003  | S/2003 J 16 | Jupiter | Sheppard et al.,                          |
| 08/02/2003 | 03/04/2003  | Hersé       | Jupiter | Sheppard et al.,                          |
| 06/02/2003 | 04/04/2003  | S/2003 J 18 | Jupiter | Sheppard et al.,                          |
| 05/02/2003 | 08/04/2003  | Narvi       | Saturne | Sheppard et al.,                          |
| 06/02/2003 | 12/04/2003  | S/2003 J 19 | Jupiter | Sheppard et al.,                          |
| 09/02/2003 | 14/04/2003  | Carpo       | Jupiter | Sheppard et al.,                          |
| 06/02/2003 | 29/05/2003  | Mnémé       | Jupiter | Sheppard et al.,                          |
| 18/01/1986 | 03/09/2003  | Perdita     | Uranus  | Retrouvée par le télescope spatial Hubble |
| 29/08/2003 | 03/09/2003  | Psamathée   | Neptune | Jewitt, et al.                            |
| 25/08/2003 | 25/09/2003  | Mab         | Uranus  | Showalter, Lissauer                       |
| 25/08/2003 | 25/09/2003  | Cupidon     | Uranus  | Showalter, Lissauer                       |
| 13/08/2001 | 30/09/2003  | Ferdinand   | Uranus  | Sheppard et al.,                          |
| 14/08/2002 | 30/09/2003  | Néso        | Neptune | Holman et al.,                            |
| 13/08/2001 | 08/10/2003  | Francisco   | Uranus  | Holman et al.                             |
| 29/08/2003 | 09/10/2003  | Marguerite  | Uranus  | Sheppard et al.                           |

#### 2004

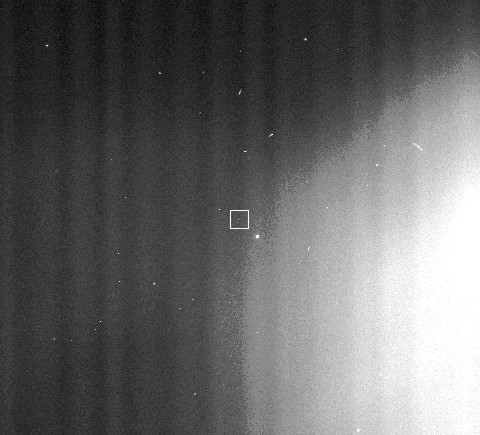
Méthone, photographié par la sonde Cassini.

| Imagerie   | Observation | Publication | Nom         | Planète | Découvreur             |
| ---------- | ----------- | ----------- | ----------- | ------- | ---------------------- |
| 09/02/2003 |             | 24/01/2004  | Thelxinoé   | Jupiter | Sheppard et al.,       |
| 06/02/2003 |             | 31/01/2004  | S/2003 J 23 | Jupiter | Sheppard et al.,       |
| 01/06/2004 |             | 16/08/2004  | Méthone     | Saturne | Porco et al. / Cassini |
| 01/06/2004 | Pallène     | 16/08/2004  |             | Saturne | Porco et al. / Cassini |
| 21/06/2004 |             | 09/09/2004  | S/2004 S 3  | Saturne | Porco et al. / Cassini |
| 21/06/2004 | S/2004 S 4  | 09/09/2004  |             | Saturne | Porco et al. / Cassini |
| 21/10/2004 | 24/10/2004  | 08/11/2004  | Pollux      | Saturne | Porco et al. / Cassini |
| 28/10/2004 |             | 08/11/2004  | S/2004 S 6  | Saturne | Porco et al. / Cassini |

#### 2005

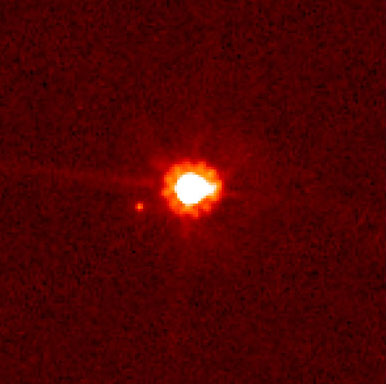
Éris (centre) et sa lune Dysnomie (sur sa gauche), photographiés par le télescope spatial Hubble.

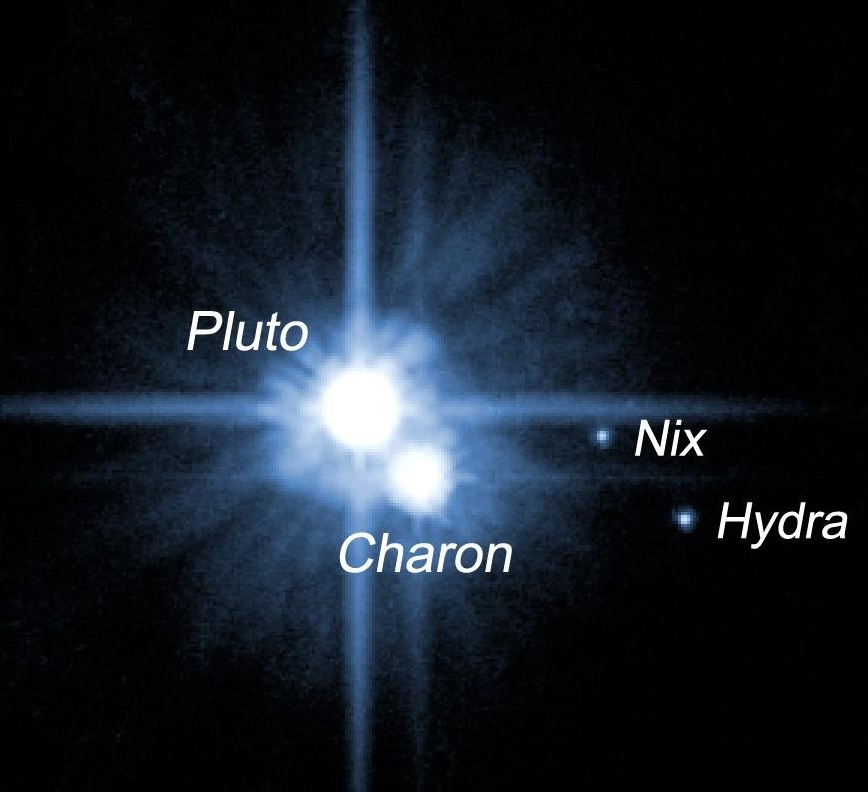
Pluton et ses trois satellites connus en 2005. Pluton et Charon sont les deux objets brillants au centre de l'image ; Nix et Hydre sont situées sur leur droite et vers le bas.

| Imagerie   | Observation | Publication | Nom        | Planète | Découvreur                                                          |
| ---------- | ----------- | ----------- | ---------- | ------- | ------------------------------------------------------------------- |
| 12/12/2004 |             | 03/05/2005  | S/2004 S 7 | Saturne | Sheppard et al.,                                                    |
| 12/12/2004 | Fornjot     | 03/05/2005  |            | Saturne | Sheppard et al.,                                                    |
| 12/12/2004 | Farbauti    | 03/05/2005  |            | Saturne | Sheppard et al.,                                                    |
| 12/12/2004 | Ægir        | 03/05/2005  |            | Saturne | Sheppard et al.,                                                    |
| 12/12/2004 | Bebhionn    | 03/05/2005  |            | Saturne | Sheppard et al.,                                                    |
| 12/12/2004 | S/2004 S 12 | 03/05/2005  |            | Saturne | Sheppard et al.,                                                    |
| 12/12/2004 | S/2004 S 13 | 03/05/2005  |            | Saturne | Sheppard et al.,                                                    |
| 12/12/2004 | Hati        | 03/05/2005  |            | Saturne | Sheppard et al.,                                                    |
| 12/12/2004 | Bergelmir   | 03/05/2005  |            | Saturne | Sheppard et al.,                                                    |
| 13/12/2004 | Fenrir      | 03/05/2005  |            | Saturne | Sheppard et al.,                                                    |
| 13/12/2004 | S/2004 S 17 | 03/05/2005  |            | Saturne | Sheppard et al.,                                                    |
| 13/12/2004 | Bestla      | 03/05/2005  |            | Saturne | Sheppard et al.,                                                    |
| 01/05/2005 |             | 06/05/2005  | Daphnis    | Saturne | Porco et. al. / Cassini                                             |
| 10/09/2005 |             | 03/10/2005  | Dysnomie   | Éris    | Brown et al.                                                        |
| 15/05/2005 | 15/06/2005  | 31/10/2005  | Nix        | Pluton  | Weaver et. al. / Hubble Space Telescope Pluto Companion Search Team |
| 15/05/2005 | 15/06/2005  | 31/10/2005  | Hydre      | Pluton  | Weaver et. al. / Hubble Space Telescope Pluto Companion Search Team |

#### 2006
| Imagerie   | Observation    | Publication | Nom        | Planète | Découvreur       |
| ---------- | -------------- | ----------- | ---------- | ------- | ---------------- |
| 12/12/2004 | 06/03/2006 (?) | 26/06/2006  | Hyrrokkin  | Saturne | Sheppard et al., |
| 04/01/2006 | 06/03/2006 (?) | 26/06/2006  | S/2006 S 1 | Saturne | Sheppard et al., |
| 04/01/2006 | 06/03/2006 (?) | 26/06/2006  | Kari       | Saturne | Sheppard et al., |
| 05/01/2006 | 06/03/2006 (?) | 26/06/2006  | S/2006 S 3 | Saturne | Sheppard et al., |
| 05/01/2006 | 06/03/2006 (?) | 26/06/2006  | Greip      | Saturne | Sheppard et al., |
| 05/01/2006 | 06/03/2006 (?) | 26/06/2006  | Loge       | Saturne | Sheppard et al., |
| 05/01/2006 | 06/03/2006 (?) | 26/06/2006  | Jarnsaxa   | Saturne | Sheppard et al., |
| 05/01/2006 | 06/03/2006 (?) | 26/06/2006  | Surtur     | Saturne | Sheppard et al., |
| 05/01/2006 | 06/03/2006 (?) | 26/06/2006  | Skoll      | Saturne | Sheppard et al., |

#### 2007
| Imagerie   | Observation    | Publication | Nom        | Planète | Découvreur       |
| ---------- | -------------- | ----------- | ---------- | ------- | ---------------- |
| 05/01/2006 | 16/01/2007 (?) | 13/04/2007  | Tarqeq     | Saturne | Sheppard, et al. |
| 18/01/2006 |                | 01/05/2007  | S/2007 S 2 | Saturne | Sheppard, et al. |
| 18/01/2006 | S/2007 S 3     | 01/05/2007  |            | Saturne | Sheppard, et al. |
| 06/2004    | 30/05/2007     | 18/07/2007  | Anthée     | Saturne | Porco / Cassini  |

#### 2009
| Imagerie   | Observation | Publication | Nom        | Planète | Découvreur      |
| ---------- | ----------- | ----------- | ---------- | ------- | --------------- |
| 15/08/2008 |             | 03/03/2009  | Égéon      | Saturne | Porco / Cassini |
| 26/07/2009 |             | 02/11/2009  | S/2009 S 1 | Saturne | Cassini         |

### Années 2010

#### 2011
| Imagerie   | Observation | Publication | Nom         | Planète | Découvreur                                |
| ---------- | ----------- | ----------- | ----------- | ------- | ----------------------------------------- |
| 07/09/2010 |             | 01/06/2011  | Jupiter LI  | Jupiter | Jacobson, Brozovic, Gladman, Alexandersen |
| 07/09/2010 |             | 01/06/2011  | Jupiter LII | Jupiter | Veillet                                   |
| 28/06/2011 |             | 20/07/2011  | Kerbéros    | Pluton  | M. R. Showalter et al. / Hubble           |

#### 2012
| Imagerie   | Observation | Publication | Nom           | Planète | Découvreur                      |
| ---------- | ----------- | ----------- | ------------- | ------- | ------------------------------- |
| 27/09/2011 |             | 29/01/2012  | Jupiter LXXII | Jupiter | S. S. Sheppard                  |
| 27/09/2011 |             | 29/01/2012  | Jupiter LVI   | Jupiter | S. S. Sheppard                  |
| 26/06/2012 |             | 11/07/2012  | Styx          | Pluton  | M. R. Showalter et al. / Hubble |

#### 2013
| Imagerie  | Observation | Publication | Nom        | Planète | Découvreur                      |
| --------- | ----------- | ----------- | ---------- | ------- | ------------------------------- |
| 2004-2009 | 01/07/2013  | 15/07/2013  | Hippocampe | Neptune | M. R. Showalter et al. / Hubble |

#### 2016
| Imagerie   | Observation | Publication | Nom               | Planète  | Découvreur                                              |
| ---------- | ----------- | ----------- | ----------------- | -------- | ------------------------------------------------------- |
| 27/04/2015 |             | 26/04/2016  | S/2015 (136472) 1 | Makémaké | Alex H. Parker, Marc Buie, William Grundy et Keith Noll |

#### 2017
| Imagerie                         | Observation | Publication | Nom         | Planète | Découvreur        |
| -------------------------------- | ----------- | ----------- | ----------- | ------- | ----------------- |
| 08/03/2016                       |             | 02/06/2017  | Jupiter LIV | Jupiter | Scott S. Sheppard |
| 23/03/2017 (pré-déc. 05/02/2016) |             | 05/06/2017  | Jupiter LIX | Jupiter | Scott S. Sheppard |

#### 2018
| Imagerie   | Observation | Publication | Nom            | Planète | Découvreur               |
| ---------- | ----------- | ----------- | -------------- | ------- | ------------------------ |
| 09/03/2016 |             | 17/07/2018  | Valétudo       | Jupiter | Scott S. Sheppard et al. |
| 05/02/2016 | 23/03/2017  | 17/07/2018  | Jupiter LXIII  | Jupiter | Scott S. Sheppard et al. |
| 05/02/2016 | 23/03/2017  | 17/07/2018  | Jupiter LXIV   | Jupiter | Scott S. Sheppard et al. |
| 23/03/2017 |             | 17/07/2018  | Pandia         | Jupiter | Scott S. Sheppard et al. |
| 23/03/2017 |             | 17/07/2018  | Jupiter LXVI   | Jupiter | Scott S. Sheppard et al. |
| 24/02/2017 | 23/03/2017  | 17/07/2018  | Jupiter LXVII  | Jupiter | Scott S. Sheppard et al. |
| 24/02/2017 | 23/03/2017  | 17/07/2018  | Jupiter LXVIII | Jupiter | Scott S. Sheppard et al. |
| 23/03/2017 |             | 17/07/2018  | Jupiter LXIX   | Jupiter | Scott S. Sheppard et al. |
| 24/02/2017 | 23/03/2017  | 17/07/2018  | Jupiter LXX    | Jupiter | Scott S. Sheppard et al. |
| 25/03/2017 | 11/05/2018  | 17/07/2018  | Ersa           | Jupiter | Scott S. Sheppard et al. |

#### 2019
| Imagerie | Observation | Publication | Nom           | Planète | Découvreur      |
| -------- | ----------- | ----------- | ------------- | ------- | --------------- |
|          |             | 07/10/2019  | Gridr         | Saturne | Sheppard et al. |
|          |             | 07/10/2019  | S/2004 S 21   | Saturne | Sheppard et al. |
|          |             | 07/10/2019  | Angrboda      | Saturne | Sheppard et al. |
|          |             | 07/10/2019  | Skrymir       | Saturne | Sheppard et al. |
|          |             | 07/10/2019  | S/2004 S 24   | Saturne | Sheppard et al. |
|          |             | 07/10/2019  | Gerd          | Saturne | Sheppard et al. |
|          |             | 07/10/2019  | Saturne LVIII | Saturne | Sheppard et al. |
|          |             | 07/10/2019  | Eggther       | Saturne | Sheppard et al. |
|          |             | 07/10/2019  | S/2004 S 28   | Saturne | Sheppard et al. |
|          |             | 07/10/2019  | Saturne LX    | Saturne | Sheppard et al. |
|          |             | 07/10/2019  | Beli          | Saturne | Sheppard et al. |
|          |             | 07/10/2019  | S/2004 S 31   | Saturne | Sheppard et al. |
|          |             | 07/10/2019  | Gunnlod       | Saturne | Sheppard et al. |
|          |             | 07/10/2019  | Thiazzi       | Saturne | Sheppard et al. |
|          |             | 07/10/2019  | Saturne LXIV  | Saturne | Sheppard et al. |
|          |             | 07/10/2019  | Alvaldi       | Saturne | Sheppard et al. |
|          |             | 07/10/2019  | S/2004 S 36   | Saturne | Sheppard et al. |
|          |             | 07/10/2019  | S/2004 S 37   | Saturne | Sheppard et al. |
|          |             | 07/10/2019  | Geirröd       | Saturne | Sheppard et al. |
|          |             | 07/10/2019  | S/2004 S 39   | Saturne | Sheppard et al. |